# 20074 Laskerschueler
A 20074 Laskerschueler (ideiglenes jelöléssel 1994 AF16) a Naprendszer kisbolygóövében található aszteroida. Freimut Börngen fedezte fel 1994. január 14-én.
Nevét Else Lasker-Schüler (1869 – 1945) német költőnő után kapta.